# 12525 Kathleenloia
12525 Kathleenloia eller 1998 HT147 är en asteroid i huvudbältet som upptäcktes den 23 april 1998 av LINEAR i Socorro County, New Mexico. Den är uppkallad efter Kathleen Loia.
Asteroiden har en diameter på ungefär 5 kilometer.